# Гоф, Хью
Хью Гоф, баронет Гоф Сайнонский и Дранганский (с 23 декабря 1842), барон Гоф Чинкианг в Китае, а также Махараджпурский и Сутледж в Индии (с 25 апреля 1846), 1-й виконт Гоф Гуджаратский в Пенджабе и городе Лимерик (с 15 июня 1849) (Hugh Gough (ɡɒf), Baronet Gough, Baron Gough, 1st Viscount Gough) (3 ноября 1779, Вудстаун (Woodstown), графство Лимерик, Ирландия — 2 марта 1869, Сент Хеленс (St. Helen’s), близ Бутерстауна, к западу от Дублина, Ирландия) – британский военачальник, фельдмаршал (9 ноября 1862). Его предок — Фрэнсис Гоф в 1626 году стал епископом Лимерикским.

## Начало военной карьеры
4-й сын полковника милиции города Лимерика Джорджа Гофа (ум. в 1836) и Летиции Банбери (ум. в 1829). В августе 1794 года поступил на службу в британскую армию, в 78-й Шотландский (Хайлэндерский) полк ''(78th Highlanders)''. В составе полка принимал участие во взятии Кейптауна и захвате голландского флота в бухте Салданья в 1796 году. Позже в 1797—1800 годах служил в Вест-Индии, где в составе 87-го пехотного полка (Королевские ирландские фузилёры) участвовал в атаке на Пуэрто-Рико, захвате Суринама и нападении на остров Сент-Люсия.

## Война на Пиренейском полуострове
В 1809 году переведён на службу в Испанию, в чине майора командовал 87-м полком во время взятия города Опорто. В битве при Талавере (27—28 июля 1809 года) под ним была убита лошадь, а сам получил серьёзное ранение. За отличие в сражении, при поддержке Веллингтона получил временный чин подполковника. Он был первым офицером (командиром полка) который когда-либо получал временное повышение в чине за отличия, проявленные на поле боя в Испании. Позже принимал участие в сражении при Баррозу (Barrosa) (5 марта 1811 года), во время которого его полк захватил «французского орла» (знамя). При обороне Тарифы решительным ударом отбросил французские части. В сражении у Витории (21 июня 1813 года), где Гоф снова отличился, его полк захватил маршальский жезл маршала Журдана. Вновь был серьёзно ранен в сражении при Нивеле (10 ноября 1813 года), вскоре возведён в рыцари королём Испании Карлом IV.
По окончании войны Гоф возвратился в Ирландию и на некоторое время покинул армию и поступил на гражданскую службу. Позже получил в командование 22-й пехотный полк, расквартированный на юге Ирландии. В 1819 году стал полковником, а в 1830 году произведён в генерал-майоры.

## Служба на Востоке
Семь лет спустя Гоф получил назначение в Индию. Был назначен командиром Майсурской дивизии Мадрасской армии.
Через некоторое время в Китае разразились события, приведшие к Первой опиумной войне. Гофа сочли достаточно энергичным и опытным генералом для того, чтобы действовать в необычных условиях Дальнего Востока. Победы, одержанные здесь, выдвинули его в число «первых мечей» Британской империи. Незадолго до окончания войны получил титул баронета.
В августе 1843 года назначен главнокомандующим британскими войсками в Индии, и в декабре того же года он лично возглавил английские части во время Гвалиорской кампании против маратхов, разбив последних в решающей битве при Махараджпуре и захватив более 50 пушек.
В 1845 году английская армия в Индии оказалась втянута в войну с сикхами, которые претендовали на некоторые из территорий Северной Индии. Под командованием Гофа британские войска одержали победы при Мудки (18 декабря 1845 года), Фирозшахе (21—22 декабря 1845 года), Аливале (28 января 1846 года) и Собраоне (10 февраля 1846 года). За свои заслуги в апреле 1846 года он получил титул барона, а затем стал лордом.
В 1848 году началась новая война с сикхами. Гоф собрал 20-тысячный корпус и вторгся на контролируемую сикхскими вождями территорию. Однако в битвах при Рамнагаре (22 ноября 1848 года) и при Чиллианвале (13 января 1849 года) его войска не сумели разгромить противника, добившись лишь незначительных тактических преимуществ и понеся тяжёлые потери. Обе стороны объявили о победе, после чего наступил почти месячный перерыв в боевых действиях. В это время Веллингтон, давно уже завидовавший успехам некогда служившего под его началом Гофа, а также не любившие строгий нрав главнокомандующего британскими войсками в Индии чиновники из Ост-Индской компании так обработали общественное мнение Британии, что в Лондоне было принято решение заменить Гофа на Чарльза Нейпира. Но, прежде чем последний успел добраться до места назначения, Гоф дал сикхам сражение при Гуджрате (21 февраля 1849 года), которое сломило их военную мощь и предрешило исход войны.
В 1849 году лорд Гоф вернулся в Англию, где получил от парламента пенсион в 2 тысячи фунтов. 70-летний ветеран полностью отошёл от активной военной службы, хотя ещё в 1854 году ему дали почётное звание полковника Королевской конной гвардии, а через два года послали в Крым с торжественной миссией — наградить, в связи с окончанием Крымской войны, маршала Пелиссье и других союзных офицеров знаками ордена Бани. В последние годы жизни почести сыпались на него со всех сторон: Гоф стал рыцарем Ордена Святого Патрика (причём это был первый рыцарь данного ордена, не относившийся к ирландской знати), ему даровали звание тайного советника, 9 ноября 1862 года произвели в фельдмаршалы.

## Награды
- Рыцарь Большого креста Ордена Бани (14 октября 1841)
- Рыцарь-командор Ордена Бани (18 сентября 1831)
- Рыцарь Ордена Бани (4 июня 1815)
- Орден Святого Патрика (1857)
- Рыцарь — великий командор Ордена Звезды Индии (1866)
- Рыцарь-командор Ордена Звезды Индии (1861)
- Рыцарь-бакалавр (16 марта 1816)
- Армейская золотая медаль
- Сатледжская медаль[англ.]
- Пенджабская медаль[англ.]